# Hussein bin Abdullah

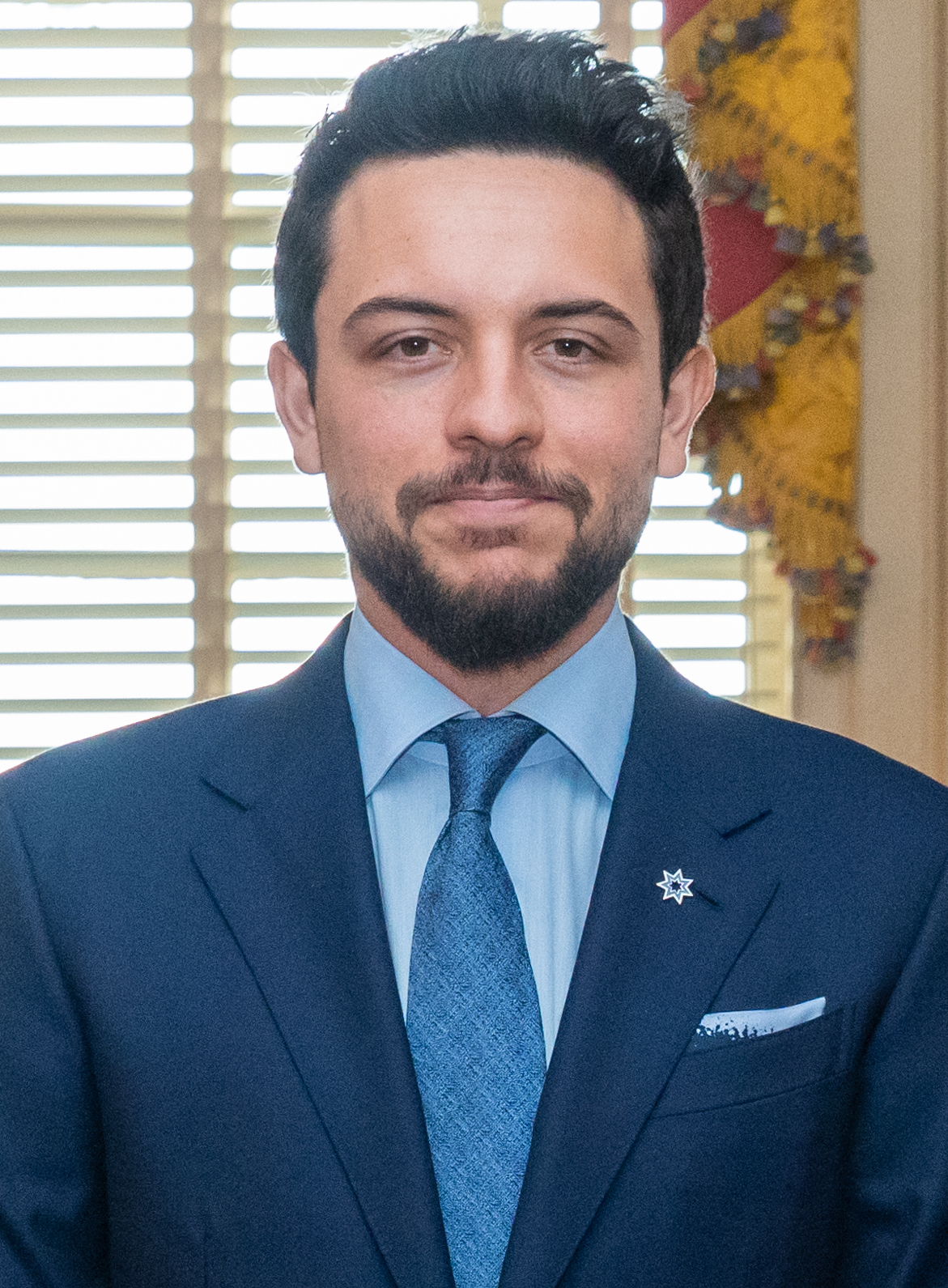
Prinz Hussein, 2021

Hussein bin Abdullah (arabisch الحسين بن عبد الله, DMG al-Ḥusain b. ʿAbd Allāh; * 28. Juni 1994 in Amman) ist der Kronprinz von Jordanien. Er ist der älteste Sohn von König Abdullah II. und Königin Rania.

## Leben
Prinz Hussein wurde 1994 als erstes Kind des damaligen Prinzen Abdullah und seiner Frau Rania geboren. Nach seinem Abschluss in internationaler Geschichte an der Georgetown University in Washington, D.C. begann Prinz Hussein die Ausbildung an der Militärakademie Sandhurst. Diese schloss er 2017 erfolgreich ab und ist Hauptmann der jordanischen Armee.
Seit 2014 übernimmt er die Schirmherrschaft für die Allgäu-Orient-Rallye.
Am 1. Juni 2023 heiratete er Rajwa Al Saif, eine Architektin saudi-arabischer Herkunft, die er beim Studium in den USA kennengelernt hatte. Ihr Großvater Nayef Al Sudairi ist ein Cousin König Salmans von Saudi-Arabien.
Das erste Kind, eine Tochter mit dem Namen Iman, wurde am 3. August 2024 geboren.

## Thronfolge
König Abdullah II. entzog seinem seither unter Hausarrest stehenden Halbbruder Prinz Hamzah bin al-Hussein 2004 überraschend die Kronprinzenwürde, weil dieser angeblich einen Putsch geplant habe. Die Entscheidung erregte Aufsehen, da der König damit einen Verfassungszusatz widerrufen hatte, um seine eigene Position zu stärken. Infolge der Ereignisse wurde der damals zehnjährige Prinz Hussein gemäß der Verfassung Jordaniens zum ersten Thronfolger. Die offizielle Ernennung zum Kronprinzen erfolgte jedoch erst kurz nach seinem 15. Geburtstag im Jahre 2009.